# Gendarmenmarkt
Gendarmenmarkt (nemško za 'trg orožnikov') je trg v Berlinu in mesto arhitekturnega ansambla, ki vključuje berlinsko koncertno dvorano (Konzerthaus Berlin), skupaj s francosko in nemško cerkvijo. V središču trga stoji monumentalen kip pesnika Friedricha Schillerja. Trg je ustanovil Johann Arnold Nering ob koncu 17. stoletja kot Linden-Markt, rekonstruiral pa ga je Georg Christian Unger leta 1773. Gendarmenmarkt je dobil ime po pruskem kirasirskem polku, imenovanem Gendarmen, ki je imel hleve na trga do leta 1773.
Med drugo svetovno vojno je bila večina stavb močno poškodovanih ali uničenih. Vse so bile obnovljene.

## Izvori
Trg je bil prvotno zgrajen leta 1688. Bil je tržnica in del zahodne širitve mesta Friedrichstadt, ene od nastajajočih četrti Berlina.

## Französischer Dom
Francoska cerkev (nemško Französischer Dom), kjer se Dom nanaša na 'kupolo' in ne na stolnico. Niti francoska niti nemška cerkev nista bili nikoli sedež škofa. Terminologija je relikt frankofonskega Friderika Velikega, ki je bil ključnega pomena pri izboljšanju Gendarmenmarkta) je starejša od obeh cerkva in jo je zgradila hugenotska skupnost med letoma 1701 in 1705. Zgledovala se je po uničeni hugenotski cerkvi v Charenton-Saint-Mauriceu v Franciji. Stolp in portiki, ki jih je zasnoval Carl von Gontard, so bili stavbi dodani leta 1785. Francoska cerkev ima razgledno ploščad, restavracijo in hugenotski muzej.

## Deutscher Dom
Nemška cerkev (nemško Deutscher Dom) je južno od trga Gendarmenmarkt. Ima peterokotno strukturo in jo je zasnoval Martin Grünberg, leta 1708 pa jo je zgradil Giovanni Simonetti. Ta cerkev je pripadala luteranski skupnosti. Tudi to je leta 1785 spremenil Carl von Gontard, ki je zgradil kupolasti stolp. Nemško cerkev je leta 1945 med drugo svetovno vojno popolnoma uničil požar. Po združitvi Nemčije je bila obnovljena, dokončana leta 1993 in ponovno odprta leta 1996 kot muzej nemške zgodovine.

## Koncerthaus
Konzerthaus Berlin je najnovejša stavba na trgu Gendarmenmarkt. Zgradil jo je Karl Friedrich Schinkel leta 1821 kot Schauspielhaus. Temeljila je na ruševinah Narodnega gledališča, ki ga je leta 1817 uničil požar. Deli stavbe vsebujejo stebre in nekaj zunanjih sten uničene stavbe. Tako kot druge stavbe na trgu je bila tudi ta med drugo svetovno vojno močno poškodovana. Obnova, končana leta 1984, je gledališče spremenila v koncertno dvorano. Danes je to dom Konzerthausorchester Berlin.
Gendarmenmarkt gosti enega najbolj priljubljenih božičnih sejmov v Berlinu.